# ترمس چندبرگ
 لوپن(نام علمی: Lupinus polyphyllus) نام یک گونه از تبار طاووسی است.